# Stefanie Burkhardt
Stefanie Burkhardt (* 1999) ist eine Schweizer Unihockeyspielerin. Sie steht beim Nationalliga-A-Vertreter Zug United unter Vertrag.

## Karriere

### Zug United
Burkhardt begann ihre Karriere beim Zug United, wurde aber in den Nachwuchs des Partnervereins UHC Zugerland abgeschoben. Die Saison 2014/15 absolvierte sie noch im Nachwuchs des UHC Zugerland. Auf die Saison 2015/16 wurde sie in das Kader der ersten Mannschaft von Zug United aufgenommen. Sie debütierte am ersten Spieltag in der Nationalliga A. Am 11. April 2017 gab Zug United die Vertragsverlängerung um ein Jahr bekannt. Ein Jahr später verkündete der Verein, dass Burkhardt weiterhin für Zug United auflaufen wird.